# قتل امیرحسین خادمی
امیرحسین خادمی نوجوان ۱۶ ساله اهل حاجی‌آباد مرکز شهرستان زرین‌دشت بود که برای تأمین هزینه زندگی کار می‌کرد و پس از تعرض جنسی در محل کارش توسط صاحب کار و دو مرد دیگر به قتل رسید.

## زندگی
امیرحسین یک خواهر دارد و پدرش را از دست داده بود و به‌دلیل بیماری سرطان مادرش برای تأمین هزینه زندگی کار می‌کرد.

## قتل
امیرحسین موضوع تجاوز را به خانواده خود اطلاع داد و علیه متجاوزان شکایت کرد اما پس از شکایت، مفقود و جسد وی یک‌شنبه ۲۰ شهریور در بیابان‌های اطراف حاجی‌آباد در استان فارس پیدا شد. به نقل از ایران اینترنشنال این نوجوان از سوی صاحب‌کار خود و دو مرد دیگر مورد تعرض جنسی قرار گرفته و پس از اقدام به شکایت، به قتل رسیده‌است.

## واکنش‌ها
در پی کشف جسد امیرحسین تعدادی از شهروندان زرین‌دشت، با تجمع مقابل ساختمان دادگستری از مقام‌های قضایی خواستند به این موضوع رسیدگی کنند. سید کاظم موسوی رئیس کل دادگستری استان فارس گفت: پرونده متهمان این حادثه به صورت ویژه و خارج از نوبت رسیدگی می‌شود.
نخستین بار سینا قلندری روزنامه‌نگار نوشت: «امروز از طرف نزدیکان مرحوم امیرحسین خادمی مطلع شدم که این نوجوان زرین‌دشتی از استان فارس پس از این‌که به خانواده‌اش گفت از طرف سه نفر از جمله صاحب کارش مورد تجاوز قرار گرفته و از او فیلم می‌گیرند و می‌گویند «به کسی بگی بهت تجاوز کردیم فیلمت رو پخش می‌کنیم»، روز یکشنبه جنازه‌اش در بیابان‌های شهر حاجی‌آباد شهرستان زرین‌دشت پیدا شد».
در پی اعتراض مردم، فرمانده انتظامی زرین‌دشت گفت: «این نوجوان با خود من هم یک نسبت فامیلی دارد و به‌عنوان فرمانده انتظامی قول می‌دهم ما همه کوشش خود را برای رسیدگی به این پرونده انجام خواهیم داد.»